# Regina Vilella
Regina Vilella dos Santos (Rio de Janeiro, 31 de julho de 1957) é uma ex-voleibolista indoor brasileira que atuou na posição de Central nos clubes e na Seleção Brasileira e por esta conquistou na categoria infanto-juvenil o ouro no Sul-Americano de 1976 e na categoria adulto foi capitã da seleção de voley feminino  na edição dos Jogos Olímpicos de Verão de 1980 a primeira participação da modalidade no feminino.

## Carreira
Regina em 1973 era atleta do Botafogo disputou o Troféu Brasil de Clubes Campeões e Vice-campeões, terminando na quarta colocação[carece de fontes?].Em 1976 foi convocada para Seleção Brasileira e disputou por esta o Campeonato Sul-Americano na categoria infanto-juvenil sediado na Bolívia
Em 1978 conquistou o título do Campeonato Brasileiro jogando desta vez pelo Flamengo,[carece de fontes?] bem como o título do Campeonato Carioca no mesmo ano[carece de fontes?] e foi convocada para seleção brasileira principal e participou do Campeonato Mundial de Voleibol Feminino de 1978 em Lenigrado na extinta união soviética, terminando em sétimo lugar, conseguindo a melhor colocação de todos os tempos na época e a classificação para os Jogos Olímpicos de Verão de 1980 pela primeira vez, após boicote dos Estados Unidos aos jogos
Sagrou-se bicampeã pelo Flamengo no Campeonato Carioca de 1979[carece de fontes?].No ano de 1980, Regina conquistou o bicampeonato brasileiro[carece de fontes?] e recebeu convocação para disputar a Olimpíada de Moscou, ocasião que jogou ao lado de: Eliana Aleixo, Ivonete das Neves Denise Mattioli, Rita Teixeira, Fernanda Emerick, Jacqueline Silva, Lenice Peluso, Isabel Salgado, Dôra Castanheira, Ana Paula Mello e Vera Mossa, terminando apenas na sétima posição.

### Clubes
| Clube              | País   | De   | Até  |
| Botafogo           | Brasil | 1973 | 1975 |
| Flamengo           | Brasil | 1976 | 1980 |
| Bradesco/Atlântica | Brasil | 1987 | 1988 |

## Títulos e resultados
- 1973-4º Lugar do Troféu Brasil de Clubes Campeões e Vice-campeões
- 1978-Campeã do Campeonato Brasileiro de Clubes de Voleibol Feminino
- 1978– 7º Lugar no Campeonato Mundial de Voleibol Feminino (Lenigrado,  União Soviética) [3]
- 1978-Campeã do Campeonato Carioca de Voleibol Feminino
- 1979-Campeã do Campeonato Carioca de Voleibol Feminino
- 1980- Campeã do Campeonato Brasileiro de Clubes de Voleibol Feminino
- 1980-7º Lugar da Olimpíada (Moscou,  União Soviética)[4]